# بنزوثياديازين
بنزوثياديازين (بالإنجليزية: Benzothiadiazine)‏ هو مركب مشتق من البنزين غير متجانس ثنائي الحلقة، تحتوي الحلقة غير المتجانسة على ذرتي نيتروجين وذرة كبريت واحدة.
تشتق من البنزوثياديازين الكثير من الأدوية وقسم منها ينتمي لمجموعة الثيازيد، ومن أمثلتها:
- بندروفلوميثيازيد
- كلوروثيازيد
- سيكلوثيازيد
- هيدروكلورثيازيد
- ديازوكسيد